# Церковь Ильи Пророка в Сандырях (Коломна)
Церковь Ильи Пророка в Сандырях (Ильинский храм) — православный храм в городе Коломне Московской области, в бывшем селе Сандыри, включённом в 2007 году в состав города. Относится к 1-му Коломенскому благочинию Коломенской епархии Русской православной церкви, приписана к Покровской церкви села Никульского.

## История
Село Сандыри основано в XVI веке ярославскими князьями Засекиными. В конце XVI века в селе построили деревянный храм во имя Пророка Илии. Во второй половине XVIII века эти земли перешли в собственность рода Шереметевых, построивших в 1789 году новую деревянную церковь.
Каменный Ильинский храм соорудили в 1821—1848 годах на средства прихожан. 18 июня 1839 года был освящён Никольский придел; освящение главного Ильинского престола состоялось 30 августа 1848 года.

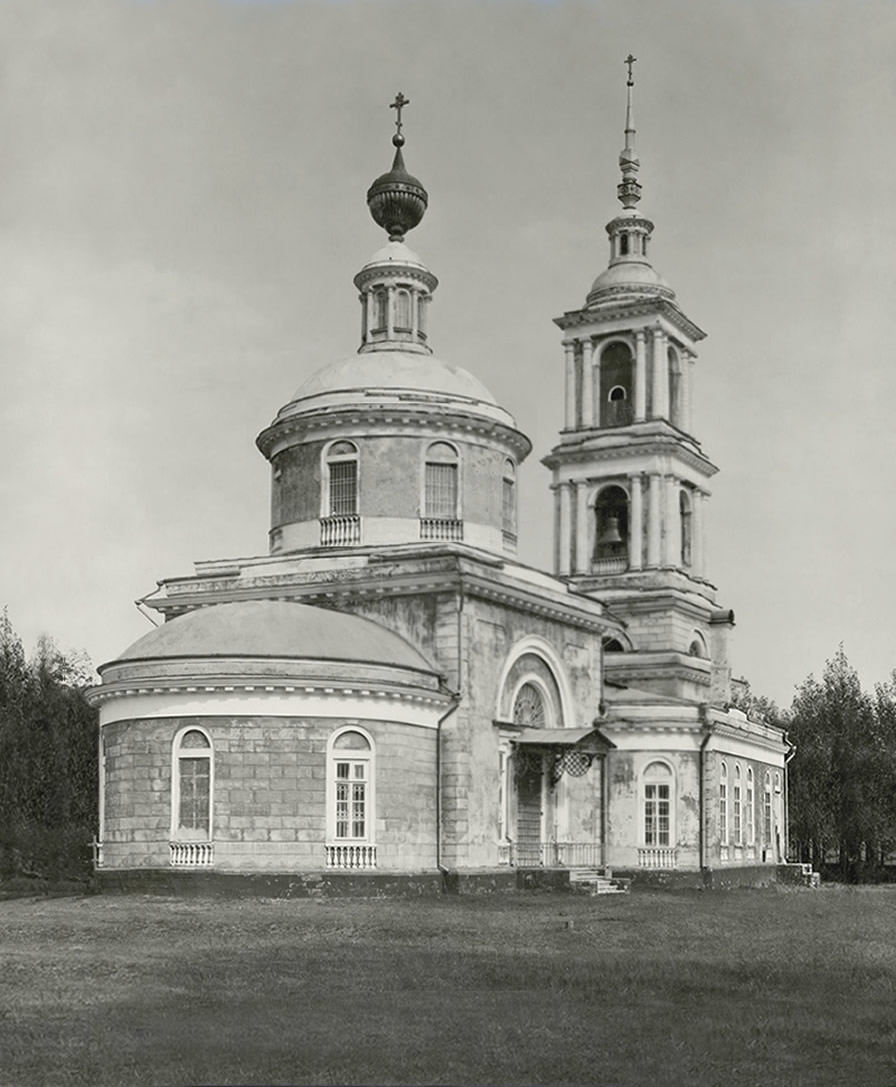
Храм до Октябрьской революции

Новая церковь была построена из кирпича на каменном фундаменте. Здание имело три железные двери, паперть была только с одной западной стороны. В одной связи со зданием церкви были построены трапезная и четырёхъярусная колокольня с восемью колоколами. Двускатная крыша храма была покрыта железом. На главке находился позолоченный крест. Золочёный резной иконостас был в пять ярусов. При церкви имелся каменный одноэтажный дом богадельни, к приходу Ильинского храма относилась земская начальная Сандырёвская школа.
В 1906 году в церкви был проведён ремонт. Пережив Октябрьскую революцию, храм Ильи Пророка был закрыт в 1930-х годах, в период советского гонения на церкви. В помещении церкви устроили интернат для душевнобольных детей (ныне — Коломенский детский дом-интернат для умственно отсталых детей-сирот и детей, оставшихся без попечения родителей), убранство храма утрачено. В 1950-е годы была разрушена колокольня, над трапезной построили второй этаж. Существовавшая одновременно с каменной церковью старая деревянная была разрушена также в 1930-х годах.
После распада СССР была образована община Ильинской церкви, часть здания интерната выделена для проведения богослужений, где устроен алтарь. Доступ в храм сторонним посетителям ограничен; прихожанами являются, в основном, воспитанники интерната. По состоянию на 2019 год церковное здание интерната и церкви находилось на балансе Министерства имущественных отношений Московской области.